# خوپوک
چوپوک (به لاتین: Chopok) یک کوه در اسلواکی است که در شهرستان برزنو واقع شده است. چوپوک ۲٬۰۲۴ متر بالاتر از سطح دریا واقع شده است.